# 勇者死了！
《勇者死了！因為勇者掉進我這個村民挖的陷阱裡。》是日本漫畫家昇一所畫的漫畫。於2014年12月16日至2020年11月30日在《裏Sunday》和《MangaONE》連載；衍生續作《勇者死了！-神之國篇-》（日语：勇者が死んだ！-神の国編-）於2022年5月9日在《MangaONE》連載中。
改編電視動畫於2023年4月至6月播出。

## 故事大綱
三年前，勇者席恩·布雷丹利用聖劍之力將地獄之門封印，人與惡魔的戰鬥得以結束，但由於封印的不完整，經過一段時間地獄之門再次開啟，世界各地的惡魔直到現在也不斷的湧現出來襲擊人類。
然後在地獄之門開啟後的三個月，一座村莊的平凡好色農夫少年托卡·史考特，某日自製的陷阱居然意外殺害勇者席恩，為了湮滅證據，便埋葬了勇者席恩屍體，但隔天早上托卡成了勇者席恩的外貌，原來是勇者的原夥伴屍術師的安莉·赫茲瓦絲將托卡他的精神用屍術轉移到勇者的體內。而後，被威脅為了代替勇者席恩為了拯救世界，並與青梅竹馬尤娜·優妮絲為了將地獄之門封印而共同踏上旅途冒險的故事。

## 登場角色

### 主要角色
托卡·史考特（聲：加藤涉（村民及內心）／橘杏咲（幼年）／土岐隼一（附身席恩）／山村響（附身尤娜））
本作的主角。原本是齊札村一名種植白蘿蔔的農夫。因意外殺害勇者席恩，而被安莉將精神被移到勇者的體內，代替勇者拯救世界而踏上了旅途。相當好色，但主要只對大腿有興趣，會情不自禁地將腿狀物體穿上絲襪。對屍術師沒有偏見。本身雖不被聖劍所接受魔力值也不高，但大多都能靠計謀反將敵方一軍。
過往父親（聲：大泊貴揮）是一名曾經當過傭兵的流氓，托卡從小與母親（聲：米田えん）就飽受父親的暴力對待，經常被父親打得一身傷而默默地找一個地方待著。11歲時，由於法洛姆王國和北方大國阿蘭德王國展開戰爭，托卡的父親為了去北大陸的戰場尋找賺錢的機會帶著全家離開了艾爾巴尼亞。約1年後，托卡的父親在北大陸的戰爭中下落不明，托卡與母親一同逃離戰場時發燒了，母親為托卡找藥的路上被戰火波及傷重去世，臨終前將尤娜托給自己的信交給了托卡，失去母親後遇上艾賽爾並拜師學藝才存活至今。
席恩·布雷丹（聲：土岐隼一）
原勇者。被聖劍選中而去拯救世界的少年。三年前用聖劍之力封印了惡魔，卻被盜賊行竊時解除封印，在鎮壓惡魔後，因意外掉落到托卡自製的陷阱而死，後來安莉使用屍術將屍體成為托卡靈魂的容器。本身的精神體依舊存在於聖劍的世界中，對托卡一行人的作為都看在眼裡，不怪讓自己意外身亡的托卡，反之認為托卡擁有繼承自己勇者之名的資格。
安莉·赫茲瓦絲（聲：竹達彩奈）
屍術師。原是與勇者席恩共同冒險的少女。12歲，有著白色的頭髮和紅色的瞳孔的特徵，時常流鼻水，在被人類對屍術師的憎恨被執行死刑時被席恩拯救。遵循與勇者的約定，將托卡的靈魂用屍術轉移至席恩的身體中，托卡的肉身則封印在「生者之棺」，並要求托卡代替勇者拯救世界，雖然她相當天然但易受欺騙，但她的魔力等級為9，具有可達到大魔法師級別的魔力，在戰鬥中，她不僅可以使用遠端屍術和附身屍術，還曾用劍打敗過魔鬼。
尤娜·優妮絲（聲：山村響）
托卡的青梅竹馬。金髮雙馬尾，有著豐滿胸部和理想身材的美少女，也是本作擔當殺必死的角色之一。愛慕著兩次從惡魔手中救下自己的勇者席恩，對好色的青梅竹馬托卡感到失望。在得知席恩因為青梅竹馬的陷阱意外身亡與安莉的說明下，決定負起責任和托卡踏上拯救世界的旅途。在經過旅途的種種後又開始喜欢上托卡但嘴硬不承認。
瑪格麗特·法洛姆（聲：久保百合花）
法洛姆王國的第三皇女，16歲，勇者的未婚妻，有著一個黑色長直髮和右眼下的淚痣，武藝幾乎樣樣精通，托卡為了旅費假扮席恩上門才意外相識。從10年前開始得了魔漏症，身體變成不能儲存魔力。為了補充魔力，需要用食物轉為能量，後來魔漏症被治好了，仍然保持著暴飲暴食的習慣而導致變胖。一開始本身只認席恩並非他不嫁，但在旅途中也逐漸喜欢上朝夕相處的托卡。
艾賽爾·波葛萊恩（聲：大原沙耶香）
被懸賞的女盗賊，與屍術師合作，托卡的師傅，因完美製造陷阱的技術而被托卡拜師，看似見錢眼開但卻無法拒絕徒弟托卡的請求。

### 舊勇者團隊
凱爾·奧茲蒙特（聲：中村悠一）
貴族的後代，是一名劍士，擁有優秀的力量魔法和英俊的外貌。原勇者的夥伴，對於力量相當執著。認為自己才是真正的勇者，但在三年前敗給了席恩而沒能成為勇者，從此痛恨席恩，便埋伏在席恩身邊裝作勇者的夥伴。战斗时经常裸体，常将自己比喻为神，意外收获不少粉丝。故事開頭早已知道托卡假扮席恩之事，原先打算暗害托卡取而代之卻被反將一軍，再次登場後加入托卡一行的旅途，和托卡關係近似惡交。
桃樂絲·艾雷歐諾拉（聲：直田姬奈）

### 王都魯門
拉克瓦爾特十三世（聲：楠大典）
本作最終反派，法洛姆王國國王，瑪格麗特的父親。實際上是一名屍術師。
艾札克·加德納（聲：青木崇）
瑪格麗特皇女的私人導師。
絲瑞菈·卡門（聲：金田愛）
王国最強的四人戰士「四騎士」之一。
多明尼克·琳恩（聲：佐伯伊織）
里蘭特·托爾曼（聲：小林親弘）
孤兒院院長。實則背後勾結屍術師，殺害大量王國國民。幼時因為使用透視魔術而產生了扭曲的對骸骨的性癖，認為人人皆為骸骨是一種“救贖”。在假面祭中使用大量屍骸發動襲擊，試圖綁架托卡以外的托卡一行人和瑪格麗特來使瑪格麗特屍骸化以及將襲擊起因嫁禍給安莉，但被托卡等人攪局失敗，後服用過量的索瑪之液試圖消滅托卡一行，結果仍被托卡一行成功討伐並被關入監獄。由於過量服用索瑪之液，導致本人已經產生廢人後遺症，變得了只會大喊“骸骨”的瘋子。
柯林·布萊特（聲：千種春樹）
聶根·伯恩（聲：田島章寛）
羅薩爾·卡里斯（聲：山橋正臣）

### 蜜莉的小隊
蜜莉·優妮絲（聲：新福櫻、花桐まき（幼少期））
尤娜的妹妹。自稱勇者的冒險者，16歲，髮型為側馬尾，小時候與托卡相識，曾向托卡求婚 ，因為托卡承諾了「劍術比賽連勝100場就可以結婚」的約定，所以經常向托卡挑戰並打敗他，因此托卡對她很有厭惡感，曾在西方王國的劍鬥大賽中獲勝並得到了人造聖劍「杜蘭達爾」 ，在戰鬥中可以從杜蘭達爾釋放出衝擊波進行遠距離攻擊。
菲力·優妮絲（聲：東地宏樹）
尤娜與蜜莉的父親。原王国最強的四人戰士「四騎士」之一，因為無法控制自己對於胸部方面的嗜好，被騎士團的女性控訴性騷擾，並被剝奪騎士稱號而逐出王都。
夏儂·培特拉爾卡（聲：結川麻希）
小隊的魔術師。

### 屍術師
菲特烈·諾斯汀（聲：小野賢章）
屍術師領導人。安莉的哥哥，因常流鼻涕，被迪亞哥稱為「鼻涕先生」。成功策反安莉後，企圖與之向拉克瓦爾特十三世高舉反旗卻反遭其殺害，遺體則作為復活迪亞哥的容器。
迪亞哥·范倫亭（聲：淺沼晉太郎）
屍術師。菲特烈的同夥。

### 惡魔
艾黛兒（聲：きそひろこ）

### 其他角色
貝拉格（聲：羽多野涉）
冒險者，稱號是「雙槍貝拉格」。孤特高潔的男人，战斗前喜欢居高临下发言，往往因此爬不下来或从高处跳下来导致双腿受伤，不能战斗。外界相傳他消滅過100只惡魔，但實際上都是下級惡魔，沒法對抗中級及以上的惡魔。此外更是邻国的大王子，后期更是被人曲解成比勇者还厉害的存在。
朵托·邦茲（聲：多田野曜平）
里德·布雷丹（聲：石原辰己）
席恩的祖父，魔導技師的工房的技師。

## 用語一覽
聖劍
作為勇者象徵的武器，同時也是與封印地獄之門等一系列事情相關的重要道具。為神所製造，輸入魔力後可以變形，但是魔力的強度也會影響到劍身。
惡魔
從地獄之門後跑出來的生物，擁有超過人類的魔力以及使用魔法的能力。嗜好吞食人類。心臟部位是魔晶石，天生不會魔法的人類都需要藉助魔晶石的力量才能使用魔法。
地獄之門

魔晶石

屍術師
從地獄之門後跑出來的「人類」，擁有操縱屍體、靈魂的能力。
屍術

## 出版書籍
| 卷數 | 小學館         | 小學館                 | 青文出版社     | 青文出版社             |
| 卷數 | 發售日期       | ISBN                   | 發售日期       | ISBN / EAN             |
| ---- | -------------- | ---------------------- | -------------- | ---------------------- |
| 1    | 2015年5月12日  | ISBN 978-4-09-126434-3 | 2017年4月25日  | EAN 471-801-602-252-2  |
| 2    | 2015年9月11日  | ISBN 978-4-09-125547-1 | 2017年6月25日  | EAN 471-801-602-381-9  |
| 3    | 2015年11月12日 | ISBN 978-4-09-126628-6 | 2017年9月25日  | EAN 471-801-602-532-5  |
| 4    | 2016年2月12日  | ISBN 978-4-09-127023-8 | 2017年11月16日 | EAN 471-801-602-655-1  |
| 5    | 2016年5月12日  | ISBN 978-4-09-127258-4 | 2018年8月16日  | ISBN 978-986-356-542-0 |
| 6    | 2016年9月9日   | ISBN 978-4-09-127380-2 | 2018年11月19日 | ISBN 978-986-356-652-6 |
| 7    | 2017年1月12日  | ISBN 978-4-09-127477-9 | 2019年2月20日  | ISBN 978-986-356-801-8 |
| 8    | 2017年4月12日  | ISBN 978-4-09-127585-1 | 2019年7月15日  | ISBN 978-986-356-977-0 |
| 9    | 2017年8月10日  | ISBN 978-4-09-127747-3 | 2019年9月19日  | ISBN 978-986-512-054-2 |
| 10   | 2017年11月10日 | ISBN 978-4-09-128016-9 | 2019年11月21日 | ISBN 978-986-512-128-0 |
| 11   | 2018年3月12日  | ISBN 978-4-09-128158-6 | 2021年2月22日  | ISBN 978-986-512-596-7 |
| 12   | 2018年7月12日  | ISBN 978-4-09-128410-5 | 2021年11月17日 | ISBN 978-626-303-713-7 |
| 13   | 2018年10月12日 | ISBN 978-4-09-128634-5 | 2023年3月29日  | ISBN 978-626-340-224-9 |
| 14   | 2018年12月19日 | ISBN 978-4-09-128730-4 | 2023年4月17日  | ISBN 978-626-340-521-9 |
| 15   | 2019年4月12日  | ISBN 978-4-09-129099-1 | 2023年6月5日   | ISBN 978-626-340-804-3 |
| 16   | 2019年8月19日  | ISBN 978-4-09-129383-1 | 2023年9月4日   | ISBN 978-626-362-012-4 |
| 17   | 2020年1月10日  | ISBN 978-4-09-129538-5 | 2024年5月9日   | ISBN 978-626-362-602-7 |
| 18   | 2020年5月13日  | ISBN 978-4-09-850110-6 | 2024年5月22日  | ISBN 978-626-383-056-1 |
| 19   | 2020年10月12日 | ISBN 978-4-09-850293-6 | 2024年8月14日  | ISBN 978-626-383-356-2 |
| 20   | 2021年3月18日  | ISBN 978-4-09-850483-1 | 2024年8月14日  | ISBN 978-626-383-545-0 |

## 電視動畫

### 主題曲
片頭曲「死掉啦！」（死んだ！）
作詞、作曲：大石昌良，編曲：大石昌良、RINZO，主唱：大石昌良
片尾曲「又可愛又壞心眼」（可愛くって意地悪しちゃう）
作曲、編曲：Hige Driver，作詞：烏屋茶房，主唱：久保由利香

### 各話列表
| 話數   | 日文標題 | 中文標題       | 劇本   | 分鏡     | 演出              | 作畫監督                                                                                     | 總作畫監督                 | 首播日期      |
| ------ | -------- | -------------- | ------ | -------- | ----------------- | -------------------------------------------------------------------------------------------- | -------------------------- | ------------- |
| 第1話  |          | 勇者死了！？   | 佐藤裕 | 久城凛音 | 久城凛音          | 藪本陽輔                                                                                     | 不適用                     | 2023年 4月6日 |
| 第2話  |          | 冒牌勇者       | 佐藤裕 | 久城理音 | 前园文夫          | 小岛彰、大原大、本田敬一                                                                     | 薮本阳辅 芳我惠理子        | 4月13日       |
| 第3話  |          | 勇者白骨化！   | 佐藤裕 | 久城理音 | 橫手颯太          | 齋藤梢、舛館俊秀、香田智樹 松村康功、柳瀨讓二                                                | 薮本阳辅 村松尚雄          | 4月20日       |
| 第4話  |          | 新娘與勇者     | 佐藤裕 | 小寺勝之 | 渡邊正彥          | 飯飼一幸、陳潔瓊                                                                             | 藪本陽輔                   | 4月27日       |
| 第5話  |          | 復活的勇者     | 佐藤裕 | 小寺勝之 | 藤代和也          | 若山政志、內野明雄、柑原豆真                                                                 | 藪本陽輔 有我洋美 伊藤麻耶 | 5月4日        |
| 第6話  |          | 女體化勇者     | 佐藤裕 | 高橋雅之 | 田中貴大          | 柑原豆真、江崎稔、花澤友梨、今里佳子 大原大、吉田肇、Yoo hyu jin Son kil young、Oh yang hyun | 藪本陽輔 村松尚雄 伊藤麻耶 | 5月11日       |
| 第7話  |          | 新的勇者       | 佐藤裕 | 小寺勝之 | 唐澤涼太          | 本田敬一、齋藤梢                                                                             | 藪本陽輔 芳我惠理子        | 5月18日       |
| 第8話  |          | 勇者是徒弟！   | 佐藤裕 | 友田康   | 遠藤徹哉          | 若山政志、神垣弥生、今里佳子、齋藤梢 Mika、松村康功、香田智樹、Ming Guang                    | 薮本陽輔                   | 5月25日       |
| 第9話  |          | 勇者回到過去   | 佐藤裕 | 久城理音 | 西島圭祐 末田宜史 | 內野明雄、大原大、木下裕孝、Mika WONWOO animation                                            | 村松尚雄 薮本陽輔          | 6月1日        |
| 第10話 |          | 潛入的勇者     | 佐藤裕 | 小寺勝之 | 藤代和也          | 舛舘俊秀、臼井里江、本田敬一                                                                 | 伊藤麻耶 薮本陽輔          | 6月8日        |
| 第11話 |          | 勇者展開決鬥！ | 佐藤裕 | 小寺勝之 | 有富興二 唐澤涼太 | 木下裕孝、吉田肇、齊藤梢、香田智樹 大原大、若山政志、鈴木良子                                | 柑原豆真 藪本陽輔 森田實   | 6月15日       |
| 第12話 |          | 兩個勇者！     | 佐藤裕 | 久城凛音 | 久城凛音          | 藪本陽輔、內野明雄、木下裕孝 森田實、伊藤麻耶                                                | 藪本陽輔                   | 6月22日       |

### 播映平台
| 播映國家＆地區 | 播映平台               | 播映日期             | 播映時間              | 備註 |
| -------------- | ---------------------- | -------------------- | --------------------- | ---- |
| 臺灣           | 巴哈姆特動畫瘋         | 2023年4月7日—6月23日 | 星期五 01:00（UTC+8） |      |
| 臺灣           | 中華電信MOD            | 2023年4月7日—6月23日 | 星期五 01:00（UTC+8） |      |
| 臺灣           | Hami Video             | 2023年4月7日—6月23日 | 星期五 01:00（UTC+8） |      |
| 臺灣           | LiTV 線上影視          | 2023年4月7日—6月23日 | 星期五 01:00（UTC+8） |      |
| 臺灣           | MyVideo                | 2023年4月7日—6月23日 | 星期五 01:00（UTC+8） |      |
| 臺灣           | KKTV                   | 2023年4月7日—6月23日 | 星期五 01:00（UTC+8） |      |
| 臺灣           | LINE TV                | 2023年4月7日—6月23日 | 星期五 01:00（UTC+8） |      |
| 臺灣           | Yahoo TV               | 2023年4月7日—6月23日 | 星期五 01:00（UTC+8） |      |
| 臺灣           | 遠傳friDay影音         | 2023年4月7日—6月23日 | 星期五 01:00（UTC+8） |      |
| 臺灣           | bbTV                   | 2023年4月7日—6月23日 | 星期五 01:00（UTC+8） |      |
| 臺灣           | 愛奇藝                 | 2023年4月7日—6月23日 | 星期五 01:00（UTC+8） |      |
| 臺灣           | CATCHPLAY+             | 2023年4月7日—6月23日 | 星期五 01:00（UTC+8） |      |
| 臺灣           | 木棉花台灣 Youtube頻道 | 2023年4月7日—6月23日 | 星期五 01:00（UTC+8） |      |
| 香港、澳門     | 木棉花香港 Youtube頻道 | 2023年4月7日—6月23日 | 星期五 01:00（UTC+8） |      |

## 外部連結
- 裏Sunday | 勇者死了！因為勇者掉進我這個村民挖的陷阱裡。（日語）
- 電視動畫官方網站（日語）
- 勇者死了！的X（前Twitter）（日語）